# Jednostka regionalna Fokida
Jednostka regionalna Fokida (nwgr.: Περιφερειακή ενότητα Φωκίδας) – jednostka terytorialna Grecji w regionie Grecja Środkowa. Powołana do życia 1 stycznia 2011 w wyniku przyjęcia nowego podziału administracyjnego kraju. W 2021 roku liczyła 36 tys. mieszkańców.
W skład jednostki wchodzą dwie gminy:
- Delfy (1) - wschodnia część jednostki,
- Dorida (2) - w części zachodniej.